# Temporada d'huracans de l'Atlàntic de 1910
La temporada d'huracans de l'Atlàntic de 1910 va ser el període de l'estiu i la tardor de 1910 en què es formaren ciclons tropicals al nord de l'oceà Atlàntic. La temporada va ser bastant inactiva, amb només cinc tempestes, però, tres es van convertir en huracans, un dels quals important. La temporada va tenir un inici tardà, la primera formació d'una tempesta tropical al Mar Carib, és del 23 d'agost. Al Setembre va haver-hi dues tempestes, i el darrer huracà es va produir a l'octubre. Totes les tempestes menys una van arribar a terra, i l'únic cicló que es va mantenir al mar tingué alguns efectes sobre les Bermudes.
La primera tempesta de la temporada va tenir pocs efectes a terra, però la següent va ocasionar danys més greus al sud de Texas i el nord de Mèxic. El tercer huracà va portar pluges torrencials a Puerto Rico abans de colpejar la mateixa regió que el cicló anterior. El quart va fregar les Bermudes, per l'est, on es van registrar alguns danys materials. El cinquè huracà fou ser la tempesta més catastròfica de la temporada, impactant a l'oest de Cuba durant un període prolongat de temps, executant lentament un bucle en sentit antihorari i provocant fins a un centenar de morts.